# Општина Мирча Вода (Констанца)
Мирча Вода (рум. Mircea Vodă) општина је у Румунији у округу Констанца.
Oпштина се налази на надморској висини од 84 m.